# Marie Josefa z Ditrichštejna
Marie Josefa Antonie z Ditrichštejna (německy Maria Josepha Antonia von Dietrichstein; 29. června 1694 – 3. září 1758) byla německá šlechtična z moravského rodu Ditrichštejnů a sňatkem se Štěpánem Vilémem Kinským hraběnka (později kněžna) Kinská z Vchynic a Tetova.

## Život
Byla nejstarším dítětem a dcerou Waltera Františka Xavera Antonína 5. knížete z Ditrichštejna a jeho druhé manželky Karolíny Maxmiliany, dcery hraběte Jiřího Kryštofa II. Pruskovského z Pruskova. Měla několik sourozenců
- Marii Rozálii Terezii
- Marii Annu Eleonoru
- Karla Františka Xavera Ferdinanda Dominika
- Marii Eleonoru Františku
- Jana Josefa Adama
- Marii Aloisii
- Karla Maxmiliána Filipa, V. knížete z Ditrichštejna
- Jana Leopolda Widekinda
- Jana Adama Ambrože

##### Manželství a rodina
25. února 1717 se Marie Josefa ve Vídni provdala za českého šlechtice Štěpána Viléma (26. prosince 1679 – 12. března 1749), hraběte (od roku 1746 knížete) Kinského z Vchynic a Tetova. Manželé měli pět dětí:  
- Evžen František (1719 – 1726)
- Františka Josefa (*/† 1720)
- Marie Terezie Josefa Maxmiliana (13. září 1721 – 13. srpna 1751), od 18. srpna 1743 provdaná za generála Jiřího Olivera, hraběte Wallise z Karighmainu.
- Charlotte (1723 – 1728)
- František Josef (11. října 1726 – 23. září 1752), 2. kníže Kinský z Vchynic a Tetova. Dne 28. srpna 1748 se oženil s hraběnkou Marií Leopoldinou Pálffyovou.